# Raj utracony (album)
Raj utracony – czwarty album zespołu Cytrus, wydany w 31 lipca 2020 roku nakładem Gad Records. Płyta zawiera późniejsze nagrania zespołu, zrealizowane w konwencji hardrockowej przy udziale wokalisty Kazimierza Barlasza. Album został wydany 35 lat po rozpadzie zespołu.

## Lista utworów
Źródło:.
1. „Dokąd”
2. „Bycza krew”
3. „Skrzydła snu”
4. „Kangur czy Casanova”
5. „Popiół i diament”
6. „W cieniu życia”
7. „Raj utracony”
8. „Układy”
9. „Aby dalej, hej”
10. „Automat strzelający łzami”

## Twórcy
Źródło:.
- Kazimierz Barlasz – śpiew
- Andrzej Kaźmierczak – gitara
- Marian Narkowicz – skrzypce, flet, przeszkadzajki, gitara
- Waldemar Kobielak – gitara basowa (1, 3, 4, 6, 10)
- Zbigniew Gura (Maroszczyk) – gitara basowa (2, 5, 7-9)
- Zbigniew Kraszewski – perkusja (1, 3, 4, 6, 10)
- Leszek Ligęza – perkusja (2, 5, 7-9)